# Haploskupina H (mtDNA)
Haploskupina H je haploskupina lidské mitochondriální DNA.
Z haploskupiny H vychází Cambridžská referenční sekvence (CRS), vůči které jsou porovnávány veškeré jiné sekvence mitochondriální DNA.
Přibližně polovina Evropanů je nositeli haploskupiny H. Tato haploskupina je dále běžná v Severní Africe a na Blízkém Východě. FamilyTreeDNA, v současnosti největší laboratoř zabývající se genealogickými testy DNA, má ve své databázi přibližně 32 % vzorků, které patří haploskupině H. Z nich má přibližně 21 % mutaci 519C, která je nestálá a tudíž ji nelze využít pro zatřídění vzorků do dalších podskupin. Změna nukleotidu tRNA na pozici 4336 je u haploskupiny H spojována s nástupem Alzheimerovy choroby.
Bryan Sykes použil ve své knize Sedm dcer Eviných pro zakladatelku haploskupiny H jméno Helena.

## Vazby na jiné haploskupiny
Haploskupina H je potomkem haploskupiny HV.
| Fylogenetický strom haploskupin lidské mitochondriální DNA (mtDNA) |                                      |      |      |      |      |      |      |      |      |      |      |      |      |      |    |    |        |        |   |   |   |   |   |   |   |  |   |   |   |   |  |  |  |  |    |    |    |
|                                                                    | Poslední společný předek (mtDNA) (L) |      |      |      |      |      |      |      |      |      |      |      |      |      |    |    |        |        |   |   |   |   |   |   |   |  |   |   |   |   |  |  |  |  |    |    |    |
| L0                                                                 | L1–6                                 | L1–6 | L1–6 | L1–6 | L1–6 | L1–6 | L1–6 | L1–6 | L1–6 | L1–6 | L1–6 | L1–6 | L1–6 | L1–6 |    |    |        |        |   |   |   |   |   |   |   |  |   |   |   |   |  |  |  |  |    |    |    |
| L0                                                                 | L1                                   | L2   |      |      |      | L3   | L3   | L3   | L3   | L3   | L3   | L3   | L3   | L3   | L3 | L3 | L3     | L3     |   |   |   |   |   |   |   |  |   |   |   |   |  |  |  |  | L4 | L5 | L6 |
| L0                                                                 | L1                                   | L2   | M    | M    | M    | M    | M    | M    | M    | N    | N    | N    | N    | N    | N  |    |        |        |   |   |   |   |   |   |   |  |   |   |   |   |  |  |  |  | L4 | L5 | L6 |
| L0                                                                 | L1                                   | L2   | CZ   | CZ   | D    | E    | G    | Q    |      | O    | A    | S    | R    | R    | R  | R  | R      | R      | R | R | R | R | R | R | R |  | I | W | X | Y |  |  |  |  | L4 | L5 | L6 |
| L0                                                                 | L1                                   | L2   | C    | Z    | D    | E    | G    | Q    | B    | O    | A    | S    | F    | R0   | R0 |    | pre-JT | pre-JT |   |   | P | P |   | U |   |  | I | W | X | Y |  |  |  |  | L4 | L5 | L6 |
| L0                                                                 | L1                                   | L2   | C    | Z    | D    | E    | G    | Q    | B    | O    | A    | S    | F    | HV   | HV | JT | JT     | K      |   |   | P | P |   |   |   |  | I | W | X | Y |  |  |  |  | L4 | L5 | L6 |
| L0                                                                 | L1                                   | L2   | C    | Z    | D    | E    | G    | Q    | B    | O    | A    | S    | F    | H    | V  | J  | T      | K      |   |   | P | P |   |   |   |  | I | W | X | Y |  |  |  |  | L4 | L5 | L6 |

### Podskupiny
Haploskupina H se dělí na další podskupiny.
- Haploskupina H
  - H4
    - H4a

  - H14
  - H5
    - H5a
      - H5a1

  - H6
    - H6a
      - H6a1

    - H6b
    - H6c

  - H8
  - H11
  - H15
  - H2
    - H2a
      - H2a1
      - H2a2
        - H2a2a
          - H2a2a1 (CRS)
          - H2a2a2

        - H2a2b

      - H2a3
      - H2a4
      - H2a5

    - H2b
    - H2c

  - H7
  - H9
  - H10
  - H1
    - H1a
    - H1b
    - H1c
      - H1c3

  - H3
  - H12
  - H13

## Nositelé haploskupiny H
(Poznámka: Níže uvedený seznam je velmi stručný a málo reprezentativní, zvlášť přihlédneme-li k faktu, že nositelem této haploskupiny je téměř každý druhý Evropan)

### Marie Antoinetta
Marie Antoinetta a všichni její předci v mateřské linii až po Bertu z Putelendorfu (zemřela roku 1190), patřili do haploskupiny H. Pokud nejsou její rodokmeny zavádějící, lze za nositele haploskupiny H považovat i následující příbuzenstvo: Marie Terezie, Marie Luisa Habsbursko-Lotrinská (druhá žena Napoleona Bonaparte), Petr II. Ruský, Petr II. Brazilský, Filip III. Dobrý, Leopold II. Belgický, Fridrich Vilém II., Ferdinand I. Bulharský, Viktor Emanuel II., August III. Polský a Stanislav August Poniatowski.

### Císařovna Alexandra Fjodorovna
K dalším významným nositelům haploskupiny H patřila císařovna Alexandra Fjodorovna, žena posledního ruského cara Mikuláše II., a všechny její děti. Zařazení do této skupiny bylo provedeno na základě genetických testů při identifikaci jejích ostatků.
Do této skupiny tedy patří všichni její příbuzní v mateřské linii a to zpětně až po Blanku Núñez de Lara (přibližně 1317–1347). Je to její matka královna Viktorie a bratranci princ Filip, Louis Mountbatten a Vilém II. Pruský. Mezi potomky Blanky Núñez patří Marie Medicejská, Anna Rakouská, Karel II., Jakub II. a Vilém III. Anglický, Leopold I. Belgický, Vladislav IV. Vasa a Jan II. Kazimír Vasa, Michal I. Rumunský, Jiří II., Alexandr I., Pavel I. a Konstantin II. Řecký, Kristán VI. Dánský, Ludvík XIII., Ludvík XV. a Ludvík XIV. Francouzský, Karel XI. Švédský, Kristýna I. Švédská, Vilém I. Nizozemský, Filip V., Filip IV. a Karel II. Španělský a Sofie Španělská.